# Ahmed Wahid Chouih
 (décembre 2018).
Si vous disposez d'ouvrages ou d'articles de référence ou si vous connaissez des sites web de qualité traitant du thème abordé ici, merci de compléter l'article en donnant les références utiles à sa vérifiabilité et en les liant à la section « Notes et références ».
Ahmed Wahid Chouih (en arabe : أحمد وحيد شويح) est un footballeur algérien né le 10 février 1983 à El-Harrach dans la banlieue d'Alger. Il évoluait au poste de gardien de but à l'Entente Sour El Ghozlane.

## Biographie
Il évolue en Division 1 avec les clubs de l'USM Alger, de la JSM Béjaïa, du CR Belouizdad, de l'USM Bel Abbès, et enfin du RC Arbâa.
Il se classe deuxième du championnat d'Algérie en 2011 avec la JSM Béjaïa, ce qui constitue sa meilleure performance.

## Palmarès
- Vice-champion d'Algérie en 2011 avec la JSM Béjaïa.
- Finaliste de la Coupe d'Algérie en 2007 avec l'USM Alger.
- Accession en Ligue 1 en 2010 avec le MC Saïda.
- Accession en Ligue 2 en 2017 avec le RC Kouba.